# 吉林省人民法院列表
以下是吉林省各地的人民法院：
- 吉林省高级人民法院 （页面存档备份，存于）
  - 吉林省长春市中级人民法院 （页面存档备份，存于）（成立於1949年7月，當時名為長春市人民法院，1955年1月改稱长春市中级人民法院，1967年1月因文革停止工作，1972年1月法院機構恢復[1]）
    - 吉林省长春市朝阳区人民法院
    - 吉林省长春市南关区人民法院
    - 吉林省长春市宽城区人民法院
    - 吉林省长春市二道区人民法院
    - 吉林省长春市绿园区人民法院
    - 吉林省农安县人民法院
    - 吉林省榆树市人民法院
    - 吉林省德惠市人民法院
    - 吉林省九台市人民法院
    - 吉林省长春市双阳区人民法院
    - 长春经济技术开发区人民法院
    - 长春汽车经济技术开发区人民法院
    - 长春净月高新技术产业开发区人民法院
    - 长春高新技术产业开发区人民法院

  - 吉林省吉林市中级人民法院 （页面存档备份，存于）
    - 吉林省吉林市船营区人民法院
    - 吉林省吉林市昌邑区人民法院 （页面存档备份，存于）
    - 吉林省吉林市龙潭区人民法院
    - 吉林省吉林市丰满区人民法院
    - 吉林省桦甸市人民法院
    - 吉林省磐石市人民法院
    - 吉林省永吉县人民法院
    - 吉林省舒兰市人民法院
    - 吉林省蛟河市人民法院
    - 吉林高新技术产业开发区人民法院

  - 吉林省吉林市中级人民法院分院
    - 吉林省红石林区基层法院
    - 吉林省白石山林区基层法院

  - 吉林省延边朝鲜族自治州中级人民法院
    - 吉林省延吉市人民法院 （页面存档备份，存于）
    - 吉林省敦化市人民法院
    - 吉林省和龙市人民法院
    - 吉林省汪清县人民法院
    - 吉林省珲春市人民法院
    - 吉林省安图县人民法院
    - 吉林省图们市人民法院
    - 吉林省龙井市人民法院

  - 吉林省延边朝鲜族自治州中级人民法院分院，2013年改称吉林省延边林业中级法院
    - 吉林省天桥岭林区基层法院
    - 吉林省大兴沟林区基层法院
    - 吉林省汪清林区基层法院：2013年由原汪清林区基层法院、大兴沟林区基层法院、天桥岭林区基层法院三家法院合并成立
    - 吉林省八家子林区基层法院
    - 吉林省和龙林区基层法院：2013年由原和龙林区基层法院、八家子林区基层法院合并成立
    - 吉林省白河林区基层法院 （页面存档备份，存于）
    - 吉林省大石头林区基层法院
    - 吉林省敦化林区基层法院：2013年由原敦化林区基层法院、大石头林区基层法院、黄泥河林区基层法院三家法院合并成立
    - 吉林省黄泥河林区基层法院
    - 吉林省珲春林区基层法院

  - 吉林省四平市中级人民法院
    - 吉林省四平市铁东区人民法院
    - 吉林省四平市铁西区人民法院
    - 吉林省公主岭市人民法院
    - 吉林省双辽市人民法院
    - 吉林省梨树县人民法院
    - 吉林省伊通满族自治县人民法院

  - 吉林省通化市中级人民法院
    - 吉林省通化市东昌区人民法院
    - 吉林省通化市二道江区人民法院
    - 吉林省梅河口市人民法院 （页面存档备份，存于）
    - 吉林省通化县人民法院
    - 吉林省集安市人民法院
    - 吉林省辉南县人民法院
    - 吉林省柳河县人民法院

  - 吉林省白城市中级人民法院
    - 吉林省白城市洮北区人民法院
    - 吉林省洮南市人民法院
    - 吉林省大安市人民法院
    - 吉林省镇赉县人民法院
    - 吉林省通榆县人民法院

  - 吉林省辽源市中级人民法院
    - 吉林省辽源市龙山区人民法院
    - 吉林省辽源市西安区人民法院
    - 吉林省东丰县人民法院
    - 吉林省东辽县人民法院

  - 吉林省松原市中级人民法院 （页面存档备份，存于）
    - 吉林省宁江区人民法院
    - 吉林省乾安县人民法院
    - 吉林省前郭尔罗斯蒙古族自治县人民法院
    - 吉林省长岭县人民法院
    - 吉林省扶余县人民法院

  - 吉林省白山市中级人民法院
    - 吉林省白山市浑江区人民法院
    - 吉林省白山市江源区人民法院 （页面存档备份，存于）
    - 吉林省临江市人民法院
    - 吉林省抚松县人民法院
    - 吉林省靖宇县人民法院
    - 吉林省长白朝鲜族自治县人民法院

  - 吉林省白山市中级人民法院分院
    - 吉林省临江林区基层法院
    - 吉林省三岔子林区基层法院
    - 吉林省泉阳林区基层法院
    - 吉林省露水河林区基层法院
    - 吉林省湾沟林区基层法院
    - 吉林省松江河林区基层法院

  - 吉林省长春林区中级法院
    - 吉林省临江林区基层法院：前身为1980年8月成立的浑江市人民法院临江林业人民法庭。1983年2月改现名。上诉法院先后为通化地区中级人民法院分院、浑江市中级人民法院分院、白山市中级人民法院分院。2013年5月起上诉院为吉林省长春林区中级法院。
    - 吉林省白石山林区基层法院
    - 吉林省红石林区基层法院
    - 吉林省抚松林区基层法院：2013年9月，由抚松县境内的原松江河林区基层法院、泉阳林区基层法院、露水河林区基层法院合并组成，院址设在松江河镇
    - 吉林省江源林区基层法院：由三岔子、湾沟两个林区基层法院于2013年9月1日合并成立。位于江源区爱民路6号。
    - 吉林省红石林区基层法院
    - 吉林省白石山林区基层法院

  - 吉林省长春铁路运输中级法院
    - 长春铁路运输法院
    - 吉林铁路运输法院
    - 通化铁路运输法院
    - 白城铁路运输法院
    - 图们铁路运输法院